# Едуард Уоринг
Едуард Уоринг (на английски: Edward Waring) е английски математик.
От 1753 г. Уоринг учи в колежа в Кеймбридж, а четири години по-късно защитава докторска дисертация по математика. На 26-годишна възраст вече е Лукасов професор в Кеймбриджкия университет, но се занимава с научна дейности и не води лекции. През 1763 г. става член на Кралското дружество.
Поради неясния начин на изложение на резултатите си, Уоринг останал непризнат от съвременниците си, въпреки че имал множество приноси. Работите му са в областите на алгебрата, теорията на алгебричните криви и теорията на числата. Формулира един от известните проблеми в последната област, наречен на негово име.